# پدرو اورفیلا
پدرو اورفیلا (انگلیسی: Pedro Orfila؛ زادهٔ ۶ مارس ۱۹۸۸) بازیکن فوتبال اهل اسپانیا است.
از باشگاه‌هایی که در آن بازی کرده‌است می‌توان به باشگاه فوتبال اسپورتینگ خیخون، باشگاه فوتبال راسینگ سانتاندر، باشگاه فوتبال رئال مورسیا، و باشگاه فوتبال نومانسیا اشاره کرد.